# Máquina de manivela

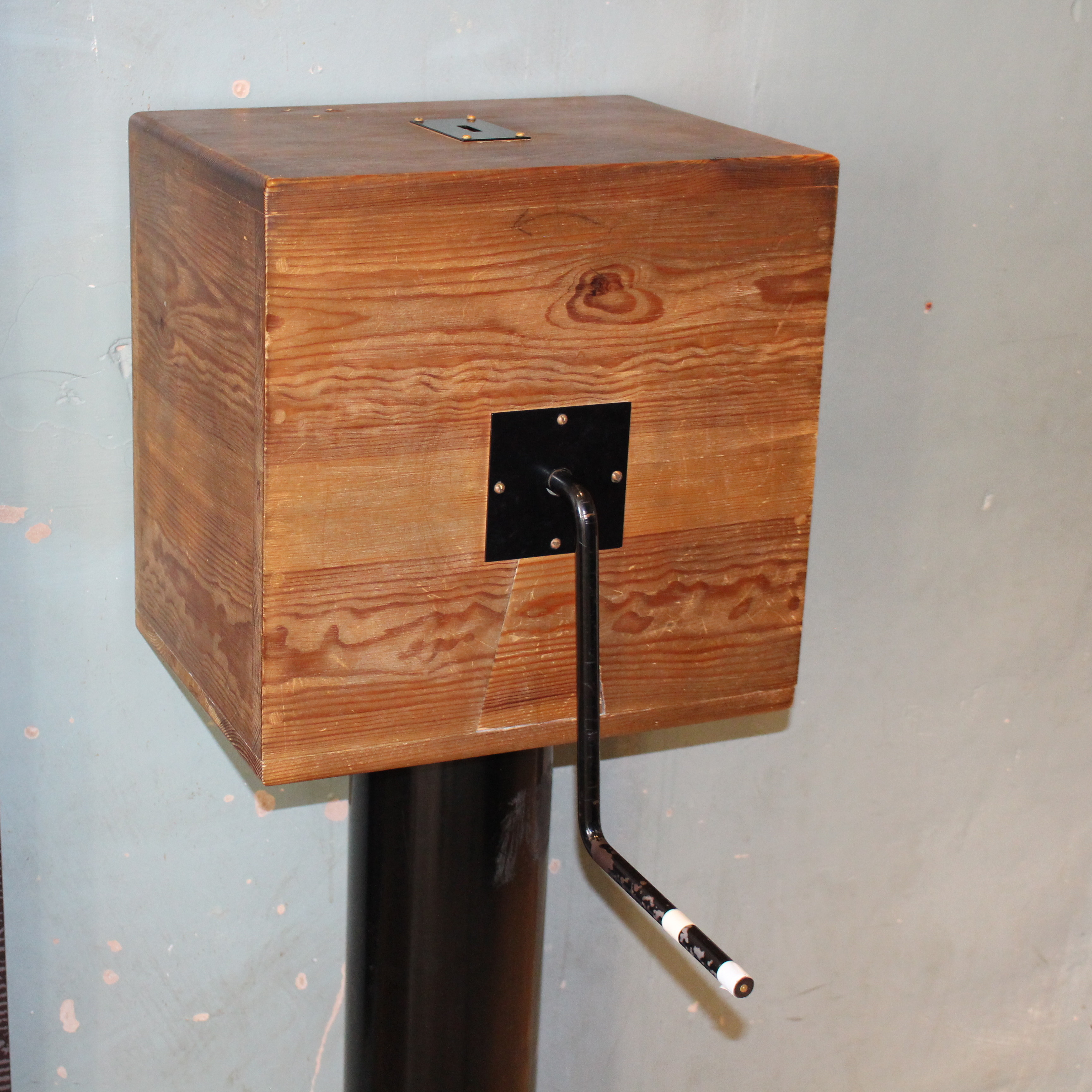
Máquina de manivela, expuesta en el Museo del Castillo y Prisión de Oxford

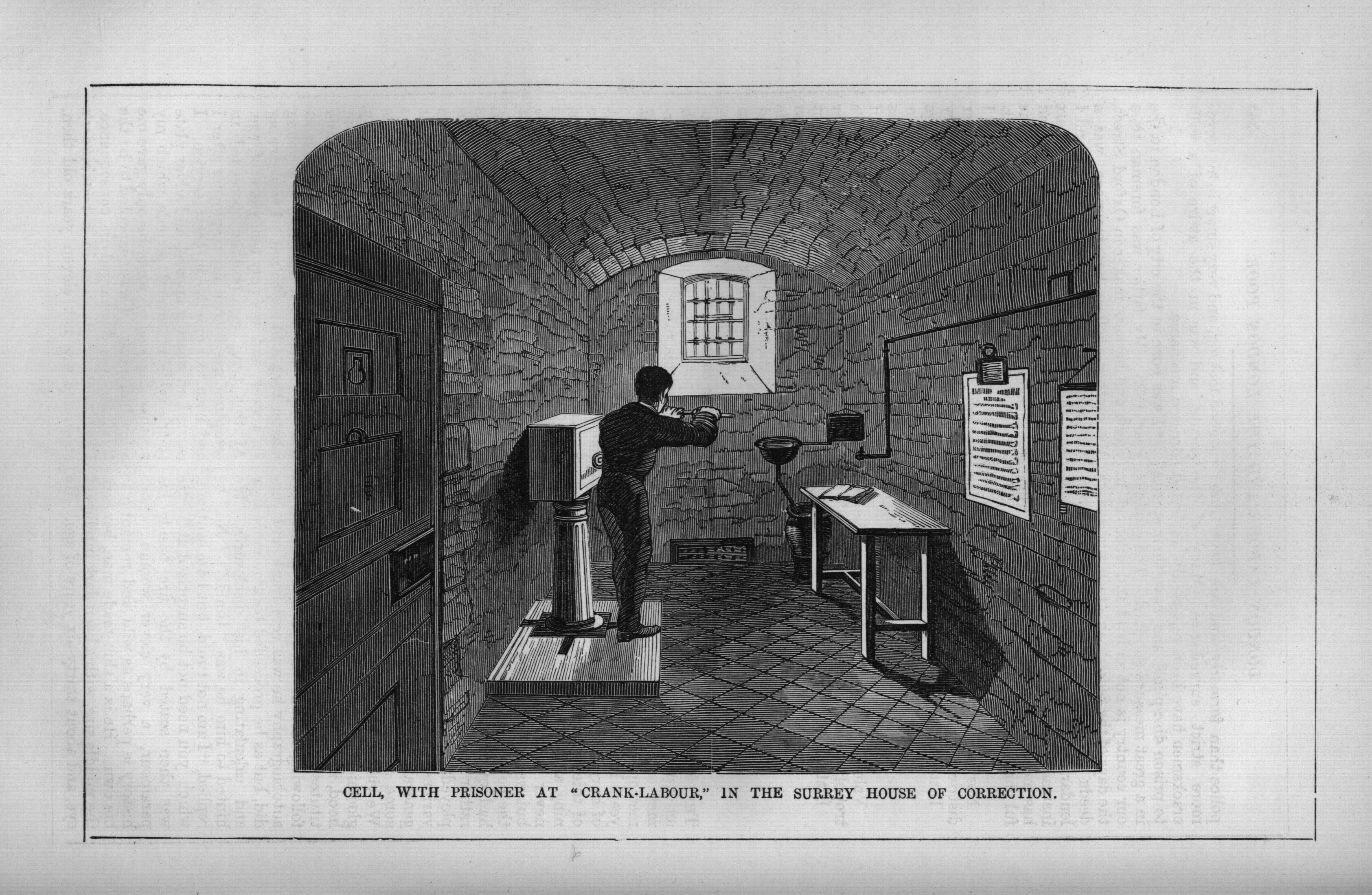
Celda con un preso accionando una máquina de manivela en el Correccional de Surrey (1851)

Una máquina de manivela (nombre original en inglés: "crank machine") era un dispositivo utilizado para el cumplimiento de penas de trabajos forzados en la Inglaterra del siglo XIX. Consistía en una caja de madera equipada con una manivela que debía girarse a mano para hacer rotar cuatro cucharones a través de la arena situada dentro de un tambor, sin hacer nada útil.
Por lo general, el prisionero se veía obligado a completar entre 6000 y 14.400 vueltas a la manivela durante un período de seis horas al día (a un ritmo de entre 1,5 y 3,6 segundos por vuelta). El director de la prisión podía dificultar la tarea apretando un tornillo de ajuste.
En 1895 había 29 máquinas de manivela en uso, pero en 1901 solo quedaban 5.